# Marcellin Yacé
Pour les articles homonymes, voir Yacé.
Marcellin Yacé (5 juin 1963 - 19 septembre 2002) était un producteur, musicien et arrangeur ivoirien, né à Treichville, un des quartiers populaires d'Abidjan, la capitale  de la Côte d'Ivoire à cette époque. 
Il est issu d'une famille de six enfants (trois sœurs et deux frères) et son père Yacé Cyrille lui-même musicien saxophoniste a présidé à sa formation musicale dès les premières heures de son existence. Il a marqué de son empreinte de génie plusieurs générations de musiciens et de mélomanes. En effet, jusqu'à son décès en septembre 2002, Marcellin s'est construit et a maintenu au plus haut niveau, une réputation « d'arrangeur à la touche magique » de « faiseur de hits ». La liste des artistes musiciens qui ont bénéficié de son génie musical est très longue. Sa solide formation musicale a fait de lui un musicien très polyvalent pouvant aisément créer tout un album de hit zouglou ou reggae (exemples : les poussin choc, Serge Kassi), assurer les arrangements et l'exécution des parties de flûtes, saxophones, et synthétiseurs lors de multiples tournées dans le monde (exemple : Villages Kiyi), collaborer avec des musiciens de dimension planétaire (exemple : Lokua Kanza) , et assurer la production sous divers labels de hits dans le studio familial à la Cite des Arts de Cocody à Abidjan. Dans les années 1980, à l'initiative du maire de Divo (feu Konian Kodjo Félicien), Marcellin met en place et encadre un groupe de jeunes talents locaux (dont David Tayorault, Manou Gallo et Freddy Assogbah) afin d'animer la commune de Divo et de la représenter aux divers concours artistiques nationaux. Ce groupe d'amateurs, renforcé en 1984 par des musiciens plus expérimentés (Feu Marino, Billy Syncop, Ano Cesar, et Tiane) et managé par Konian Francois, « le Boss », deviendra le célèbre groupe Woya qui enflamma les stades d'Afrique de l'Ouest pendant toute une décennie et sorti la musique de fanfare ivoirienne de son ornière. 
Marcellin Yace a été abattu aux premières heures de la tentative de coup d'État qui a dégénéré en une longue guerre civile, le 19 septembre 2002 à la Cité des arts (Cocody, Abidjan) au sortir du Studio Yacé Bros.